# Leoš Faltus
 Leoš Faltus (* 21. Juli 1937 in Jablonné nad Orlicí; † 14. Mai 2024) war ein tschechischer Komponist und Musikpädagoge.

## Leben und Wirken
Faltus studierte am Konservatorium von Brünn von 1952 bis 1958 Klavier bei Anna Skalicka und ab 1955 Komposition bei František Suchy und Osvald Chlubna. Von 1958 bis 1962 setzte er seine Ausbildung an der Janáček-Musikakademie (JAMU) bei Vilém Petrželka und Theodor Schaefer fort, von 1969 bis 1971 absolvierte er hier einen Postgraduiertenkurs für elektronische und experimentelle Musik.
Nach seinem Grundwehrdienst unterrichtete Faltus von 1964 bis 1968 Klavier und Musiktheorie an der Musikhochschule in Břeclav. Bis 1990 lehrte er an der bildungswissenschaftlichen Fakultät der Masaryk-Universität, nach seiner Habilitierung 1990 war er Dekan für Wissenschaft, Kunst, Forschung und internationale Beziehungen.
1992 wechselte er zur JAMU und leitete zunächst die Abteilung für Komposition und Dirigieren an der Musikfakultät, zudem unterrichtete er Komposition. 1998 wurde er zum Professor ernannt und 2000 zum Vizerektor für Forschung, Entwicklung und internationale Beziehungen gewählt.
Unter den Werken Faltus finden sich neben Bühnenwerken (u. a. zwei Opern und ein Ballett) Kammer- und Vokalmusik sowie Orchesterwerke, darunter mehrere Sinfonien, ein Violin-, ein Kontrabass- und ein Fagottkonzert. Seit 1978 arbeitet er an der Kritischen Gesamtausgabe der Werke Leoš Janáčeks mit. Gemeinsam mit Miloš Štědroň rekonstruierte er dessen Partituren der Sinfonie Die Donau und des Violinkonzertes, zudem bearbeitete er eine Reihe von Mährischen Tänzen für Violine und Klavier.